# Lutzomyia anthophora
Lutzomyia anthophora är en tvåvingeart som först beskrevs av Addis C. J. 1945.  Lutzomyia anthophora ingår i släktet Lutzomyia och familjen fjärilsmyggor. Inga underarter finns listade i Catalogue of Life.